# Grafika użytkowa
Grafika użytkowa (stosowana, projektowa) – jedna z podstawowych dziedzin grafiki, charakteryzująca się zastosowaniem praktycznym i powielaniem w celach komercyjnych. W przeciwieństwie do grafiki artystycznej, której głównym celem jest wyrażenie indywidualnych przeżyć twórcy, grafika użytkowa służy celom funkcjonalnym i komunikacyjnym, m.in. w reklamie, wydawnictwach i przestrzeni publicznej. Termin „grafika użytkowa” pojawił się pod koniec XIX wieku.
W ramach grafiki użytkowej wyróżnia się różnorodne działania projektowe, takie jak: projektowanie plakatów, druków akcydensowych, ilustracji, liternictwa (zarówno projektowanego, jak i indywidualnego), a także tzw. grafikę ulotną – o krótkim czasie ekspozycji, przeznaczoną do szybkiego przekazu reklamowego (np. znaczki pocztowe, banknoty, wzory stemplowe – zarówno okolicznościowe, jak i codziennego użytku).
Podstawowym elementem procesu twórczego w grafice użytkowej jest opracowanie projektu dostosowanego do funkcji użytkowej, z którego powstaje masowy wydruk – nierzadko w bardzo dużych nakładach. Grafika użytkowa współistnieje z działaniami programowymi, promocyjnymi oraz estetyką komercyjną, tworząc znaki, logotypy i skróty wizualne funkcjonujące w masowej komunikacji wizualnej. Współcześnie powszechnie wykorzystuje się również technikę kolażu (collage’u), a indywidualne innowacje twórcze mogą wpływać na redefinicję funkcji użytkowych grafiki.
Grafika użytkowa znajduje zastosowanie także w obszarach grafiki informacyjnej i wystawienniczej, stanowiąc integralny element aranżacji wnętrz, ekspozycji celowych czy przestrzeni publicznej. W jej tworzeniu wykorzystywane są różnorodne narzędzia projektowe, w tym specjalistyczne programy komputerowe do grafiki wektorowej i rastrowej.
Grafika stała użytkowa, rozumiana jako forma twórczości objęta wynagrodzeniem autorskim, wymaga sporządzenia projektu podstawowego wraz z przeniesieniem nieograniczonych praw do reprodukcji – bez względu na liczbę wydań i egzemplarzy. Zgodnie z Tabelą Grafiki Stałej (regulacje z zakresu prawa autorskiego), za prawo do reprodukcji w drugim wydaniu twórcy przysługuje 80% wynagrodzenia podstawowego, w trzecim – 60%, a w czwartym i każdym kolejnym – 50%, o ile umowa nie stanowi inaczej.
Grafika wystawiennicza, będąca częścią grafiki użytkowej, obejmuje kompozycje dwuwymiarowe i przestrzenne, realizowane z wykorzystaniem różnych mediów – grafiki, fotografii, malarstwa. W określonych przypadkach może również wchodzić w zakres scenografii zamkniętej lub otwartej, pełniąc funkcje narracyjne i ekspozycyjne.